# Ketami
Ketami is een bestuurslaag in het regentschap Kediri van de provincie Oost-Java, Indonesië. Ketami telt 3390 inwoners (volkstelling 2010).